# ゲンジボタル
ゲンジボタル（源氏蛍、Nipponoluciola cruciata）は、コウチュウ目（鞘翅目）ホタル科に分類されるホタルの1種。
従来はホタル属（Luciola）に含められていたが、2022年の論文で新しい属（Nipponoluciola）に分類された。

## 体の構造
成虫の体長は15mm前後で、日本産ホタル類の中では大型の種類である。複眼が丸くて大きい。体色は黒色だが、前胸部の左右がピンク色で、中央に十字架形の黒い模様があり、学名のcruciataはここに由来する。また、尾部には淡い黄緑色の発光器官がある。オスとメスを比較すると、メスのほうが体が大きい。また、オスは第6腹節と第7腹節が発光するが、メスは第6腹節だけが発光する。日本で「ホタル」といえばこの種類を指すことが多く、もっとも親しまれているホタルである。

## 生活環
成虫は夜に活動するが、発光によって他の個体と通信をはかり、出会ったオスとメスは交尾をおこなう。交尾を終えたメスは川岸の木や石に生えたコケの中に産卵する。
卵ははじめ黄白色だが、やがて黒ずんでくる。卵の中で発生が進むと、卵の中で幼虫が発光を始める。夏になると幼虫が孵化する。
幼虫は灰褐色のイモムシのような外見で、親とは似つかないが、すでに尾部に発光器官を備えている。幼虫はすぐに川の中へ入り、清流の流れのゆるい所でカワニナを捕食しながら成長する。カワニナを発見すると軟体部にかみつき、消化液を分泌して肉を溶かしながら食べる。秋、冬を経て翌年の春になる頃には、幼虫は体長2-3cmほどに成長し、成虫よりも大きくなる。
春になって充分に成長した幼虫は雨の日の夜に川岸に上陸する。川岸のやわらかい土にもぐりこみ、周囲の泥を固めて繭を作り、その中で蛹になる。蛹ははじめ黄白色だが、やがて皮膚越しに成虫の黒い体が浮かび上がるようになり、発光もはじまる。
成虫は5月から6月にかけて発生する。夜に活動し、昼には深い草陰で休んでいる。成虫になると水分を摂取するのみで、活動や産卵は幼虫時代に摂った栄養分でおこなう。成虫の期間は2-3週間ほどしかない。

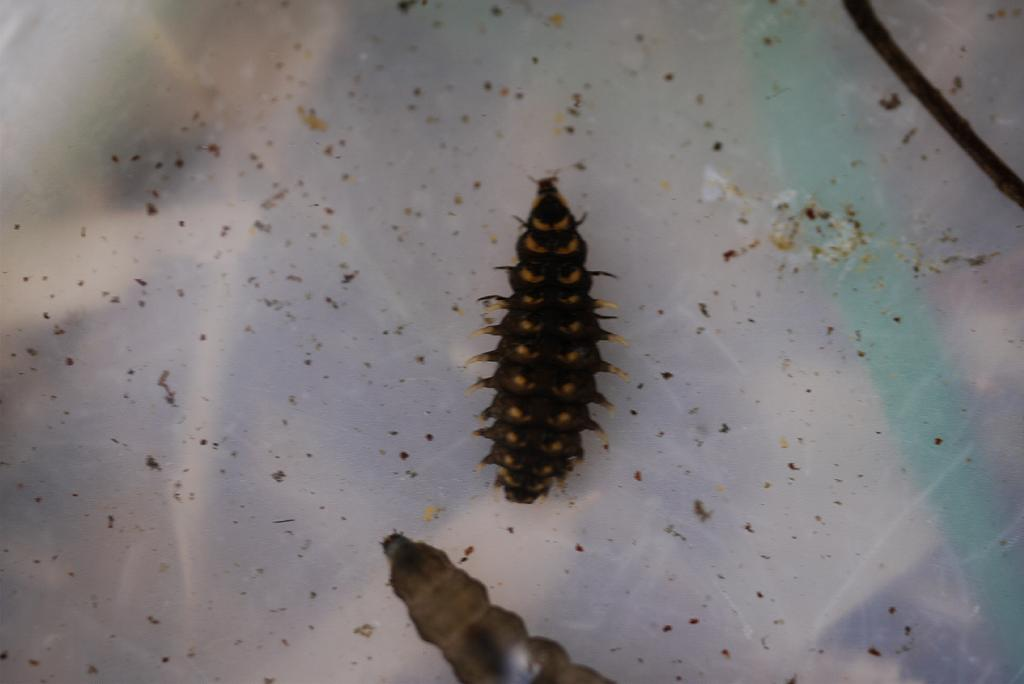
越冬した幼虫（和歌山県田辺市・2月）

## 分布
日本固有種で、本州（主に青森県横浜町以南）、四国、九州などに分布し、北海道、八丈島（伊豆諸島）に移入分布する。水がきれいな川に生息する。環境省カテゴリーは、指標昆虫である。成虫は通常、5月から7月にかけて発生。ただし地方によって差はあり、長野県の志賀高原では10月から11月にも見られる。オスは川の上空を飛び回りながら、メスは川辺の草の上などに止まって発光する。また、発光のパターンは西日本（2秒間隔）と東日本（4秒間隔）で違い、西日本のほうが発光のテンポが速い。これらの分布は、フォッサマグナ西縁地帯が境となっているが、この地域には中間型も見られる。
発光周期の違いには環境条件の影響も考えられるとの主張もあるが、ゲノム解析が進み、遺伝子レベルでは九州型（2秒間隔）を含む3系統ほどの地域特性が出たことから、日本列島の形成過程における海進の影響でいったん東西に分かれたことにより種分化が進む途上であったものではないかとの説が有力となっている。また、もともと長崎県五島列島には1秒間隔、熊本県天草には3秒間隔のゲンジボタルがいることが報告されていた。2024年、NHKを通して日本各地のゲンジボタルの明滅間隔について情報を募ったところ、五島列島の1秒間隔が確認されたほか、西日本2秒・東日本4秒の傾向はあったものの、かなり混在がみられ、また、3秒型も各地に混在がみられた。これについては、近年において他地域のホタルを移入して放流することもかなり行われていたため、遺伝的な混雑の影響なのか、また、ホタル自体が他に合わせて点滅のタイミングを同調させたりするため、単に外的刺激による相互影響なのか、現時点（2024年）のデータだけでは判別しがたい。

## 和名の由来
平家打倒の夢破れ、無念の最期を遂げた源頼政の思いが夜空に高く飛び舞う蛍に喩えられた。平家に敗れた源頼政が亡霊になり蛍となって戦うと言う伝説があり、「源氏蛍」の名前もここに由来している。
また、腹部が発光する（光る）ことを、『源氏物語』の主役光源氏にかけたことが由来という説もあり、こちらの場合は清和源氏とは関係はない。
より小型の別種のホタルが、最終的に源平合戦に勝利した清和源氏と対比する意味でヘイケボタルと名づけられたという説もある。

## 保護を巡って

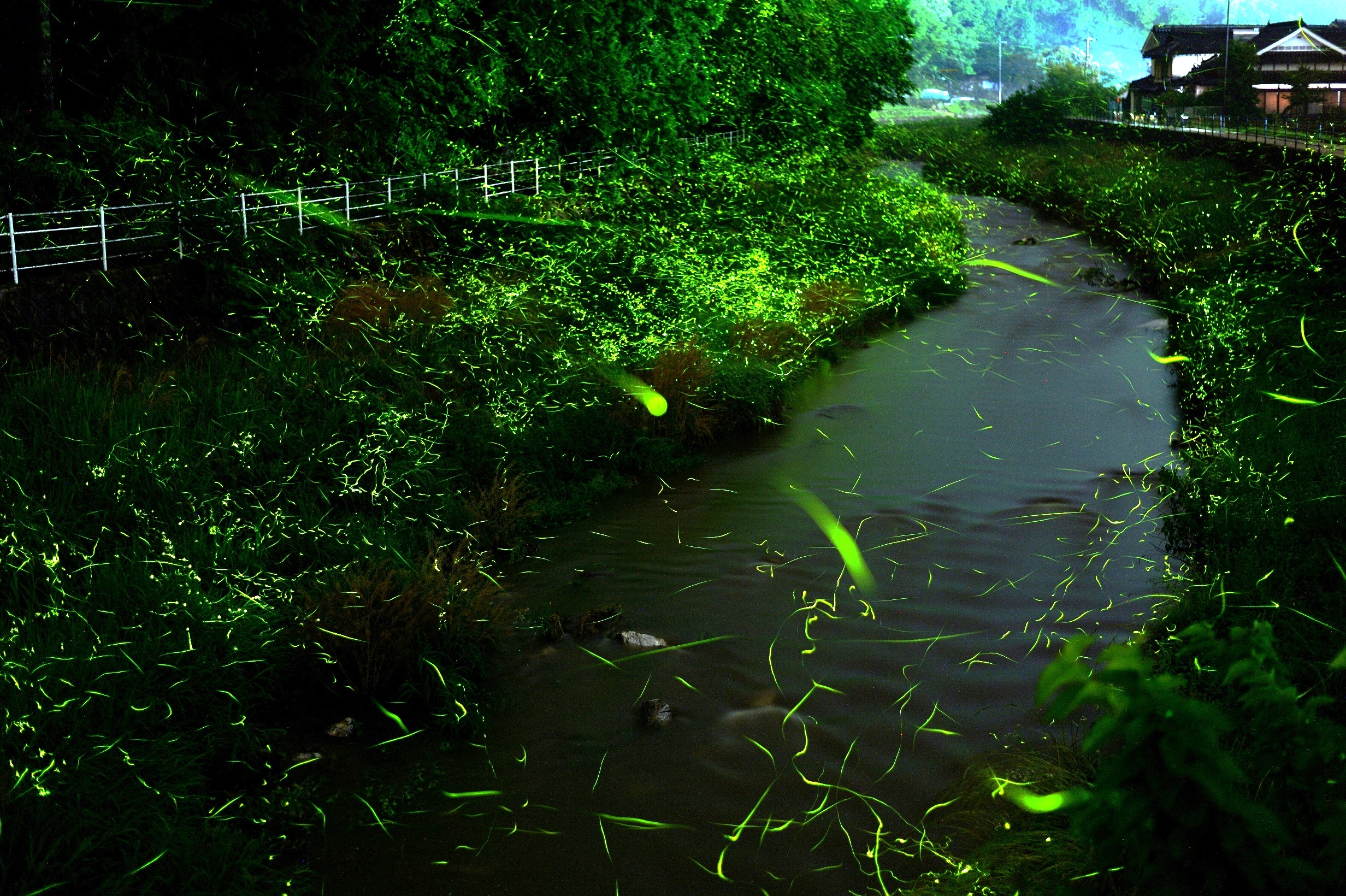
ゲンジボタル（備中川､井弥の穴付近）

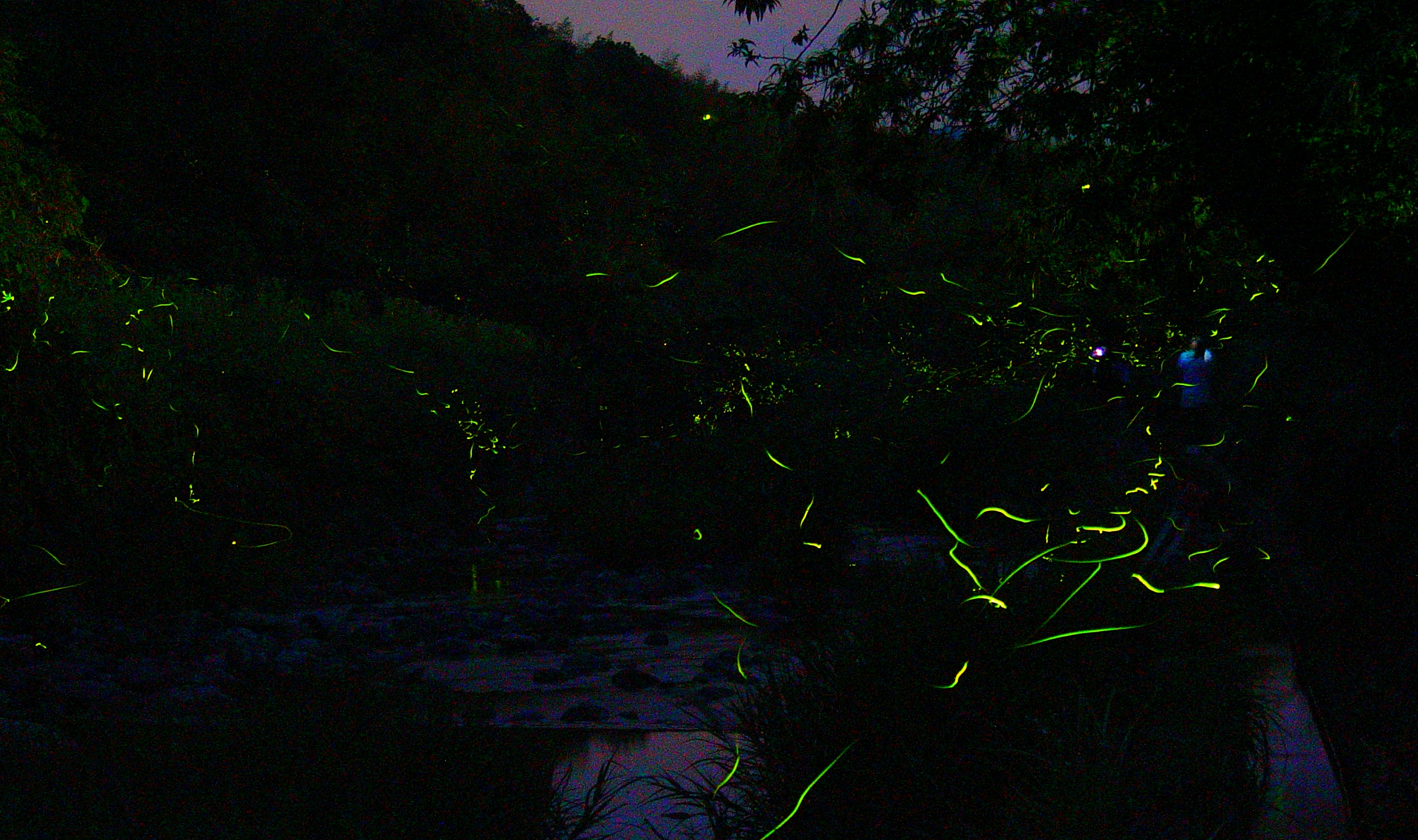
ゲンジボタルの群れの発光。山口県下関市にて。

夜に川辺で発光するゲンジボタルは初夏の風物詩として人気が高く、各地に蛍の名所と言われる場所があるが、生息域が各地で狭まっている。もちろん川の汚染により幼虫やカワニナが生存できなくなることが主な要因の一つだが、他にも川岸を護岸で覆ってしまうと幼虫が蛹になれないし、成虫が活動する夜に車のライトや外灯を点灯させるとホタルの活動の妨げとなる。
そのため、都会で蛍を放して楽しんだり、地方でも蛍の人工飼育をおこない、発生の少なくなった名所に放すというようなことも行われた。人工飼育の技術は、現在ではかなり確立されたものになっている。
現在では自然保護の思想の普及もあって、河川の浄化や自然の回復を目指す中で、ゲンジボタルの保護や定着の試みが日本各地で行われている。しかし前述のように、水質の浄化だけではなく、親が産卵し、幼虫が蛹化のために上陸する岸辺、休息するための河川周辺の環境までの整備が不可欠である。また、餌となるカワニナはもちろん、各成長段階に対応した環境が必要である。
しかしながら蛍は成虫の期間が短く、その生活範囲も狭いので、水中と岸辺までの整備ができればホタルの定着はそれほど困難ではない。むしろ、ホタルが定着したことで河川を含む環境が良くなったと考えるのは、必ずしも十分ではないとも言える。たとえばトンボ類であれば、成虫が河川周辺の広い範囲を飛び回り、そこで餌を食べ、種によっては縄張りを作るなど様々な行動をする必要があるため、はるかに広い範囲の自然環境を必要とする。

## ゲンジボタルの移入問題
ゲンジボタルは、その発光の強さや飛翔の優雅さなどから、日本のホタル類の中でも人目を引きやすい。そのため、観光や自然回復をアピールする目的で、しばしば他地域から人為的に移入されてきた。
ゲンジボタルは1種 (Nipponoluciola cruciata) であり、種より下位の亜種には分けられていないが、1系統ではなく、遺伝的生態的な地理的変異がある。1993年に日本が締結した生物多様性条約 (Convention on Biological Diversity) 第2条には、「生物多様性」の定義として、種内 (within species) 多様性も明記されている。この国際条約に基づいて制定された日本の生物多様性基本法（平成20年6月6日施行）第2条も同様である。このように、種より下位の分類群の多様性も保護されるべきであることは世界共通の認識となりつつあり、生物多様性の保全の観点からは、在来ゲンジボタルと異なった系統のホタルの移入は避けられるべきである。全国ホタル研究会では安易なホタル移入を制限するために、ホタル移入に関する指針を定めている。
2008年に全国ホタル研究会に寄せられた全国各地（青森県から宮崎県67か所）のゲンジボタル発生状況を見ると、1位は長野県辰野町松尾峡で16020匹、2位は山口市で1155匹（いずれも1日当り）となっており、松尾峡は国内最大のゲンジボタル発生地である。しかしながら、松尾峡のゲンジボタルは近畿地方から人為的に移入された外来種であることが判明しており、本来生息していた在来種とは発光周期も分子系統も異なっている。
ゲンジボタル移入に関しては、その影響を研究することも大事だが、まず安易な放流を中止することが求められており、文部科学省や環境省がゲンジボタル移入の問題点を一般に周知させるべきだ、という意見も出されている。一部地域では、ゲンジボタル移入の問題点を指摘された後、移入ゲンジボタルを排除し、本来生息していたのと同じ系統のゲンジボタルを増やそうという試みも始まっている。